# 竹松村
竹松村（たけまつむら）は、長崎県東彼杵郡の南部にあった村。1939年（昭和14年）に西大村、大村町と合併し、改めて発足した大村町の一部となった。
現在の大村市竹松地区にあたる。

## 地理
- 河川：郡川、佐奈川内川（さながわちがわ）
- 溜池：葛城ノ池
- 湾：大村湾

## 沿革
近世の竹松村は福重村、松原村とあわせて「郡村（こおりむら）」と総称された。『大村郷村記』のうち郡村の項には「凡彼杵郡の内平坦曠漠（こうばく）の地当村を以第一とす、ゆえに往古大村と号するは、専ら此地を云なり」とあり、古くは当地を大村と称していたとある。同書の大村の項によれば、この大村は「郡大村」とも称し、のちに郡村・大村・萱瀬村の3ヶ村に分かれたとしている。
- 1889年（明治22年）4月1日 - 町村制施行により、東彼杵郡竹松村が単独村制にて発足。
- 1922年（大正11年）5月25日 - 当村域に日本国有鉄道長崎本線（後に分離され大村線）の竹松駅が開業。
- 1939年（昭和14年）11月3日 - 大村町、西大村と合併して改めて大村町が発足し、竹松村は自治体として消滅。

## 地名
郷を行政区域とする。竹松村は1889年の町村制施行時に単独で自治体として発足したため、大字は無し。
- 今津郷
- 小路口郷（おろぐち）
- 黒丸郷
- 竹松郷
- 原口郷

村域には上記5郷のほか、大村市発足後の1950年（昭和25年）に今津郷・黒丸郷・竹松郷・原口郷のそれぞれ一部が分離統合し「富の原郷」が新設された。

## 交通

### 鉄道
日本国有鉄道
- 大村線

（福重村） - 竹松駅 - （西大村）

## 名所・旧跡
- 鬼の穴古墳
- 黒丸遺跡
- 竹松遺跡